# Labouirat
Labouirat (franska: Labouirat (CR), Labouirat (Commune Rurale), arabiska: السويسي (المقاطعة)) är en kommun i Marocko.   Den ligger i provinsen Assa-Zag och regionen Guelmim-Oued Noun, i den sydvästra delen av landet, 700 km söder om huvudstaden Rabat. Antalet invånare är 1 264.